# The last resort
『The last resort』（ザ・ラスト・リゾート）は、GYROAXIAの配信限定シングル。2023年7月22日に発売された。テレビアニメ『カードファイト!! ヴァンガード will+Dress』Season3 のオープニングテーマに起用された。

## 収録曲
1. The last resort (3:49)
  - 作詞：SHiNNOSUKE（ROOKiEZ is PUNK'D/S.T.U.W）、作曲・編曲：UZ（SPYAIR/S.T.U.W）